# Städtische Nahverkehrsgesellschaft Suhl/Zella-Mehlis
Die Städtische Nahverkehrsgesellschaft Suhl/Zella-Mehlis (SNG) betreibt den öffentlichen Personennahverkehr in der kreisfreien Stadt Suhl sowie in Teilbereichen der Nachbarlandkreise Schmalkalden-Meiningen und Ilm-Kreis in Thüringen.

## Geschichte
Die Anfänge der Städtischen Nahverkehrsgesellschaft gehen auf das Jahr 1991 zurück als die Treuhandanstalt mit der Veräußerung des VEB Kraftverkehr Suhl, dem Vorgänger der Städtischen Nahverkehrsgesellschaft, beauftragt wurde. Da eine komplette Privatisierung unmöglich schien, signalisierte die Stadt Suhl eine Übernahme des Stadtverkehrs in ein kommunales Unternehmen, erhielt am 25. Juli 1991 die Erlaubnis und setzte erstmals im September einen eigenständigen Stadtbusverkehr ein. Um diesen Zukunftsfähig aufzustellen, wurde ein Entwicklungskonzept für den öffentlichen Personennahverkehr erarbeitet, welches erst nach der Unterschrift unter den Treuhandübertragungsvertrag im April 1992, rückwirkend zum 1. September 1991, umgesetzt werden konnte.
Mit der Vertragsunterzeichnung übertrug die Treuhand der Stadt 13.500 m² Abstellfläche, eine Baracke am Busbahnhof sowie 56 veraltete Ikarus Busse. Durch den Linienverkehr von Albrechts bis nach Zella-Mehlis wurde Zella-Mehlis im Mai 1992 Gesellschafter in der Städtischen Nahverkehrsgesellschaft Suhl/Zella-Mehlis. Zwischen 1991 und 1993 erfolgte die Modernisierung von 22 neuen Niederflurbussen, 210 Haltestellen und die Aufstellung von 12 Fahrkartenautomaten. Im selben Zeitraum erfolgte der Abriss des alten Barackengebäudes und der Neubau eines Betriebsgebäudes auf dem Gelände der Kommerstraße sowie die Errichtung eines Betriebshofs auf dem Gelände des Verkehrshofs in Zella-Mehlis.

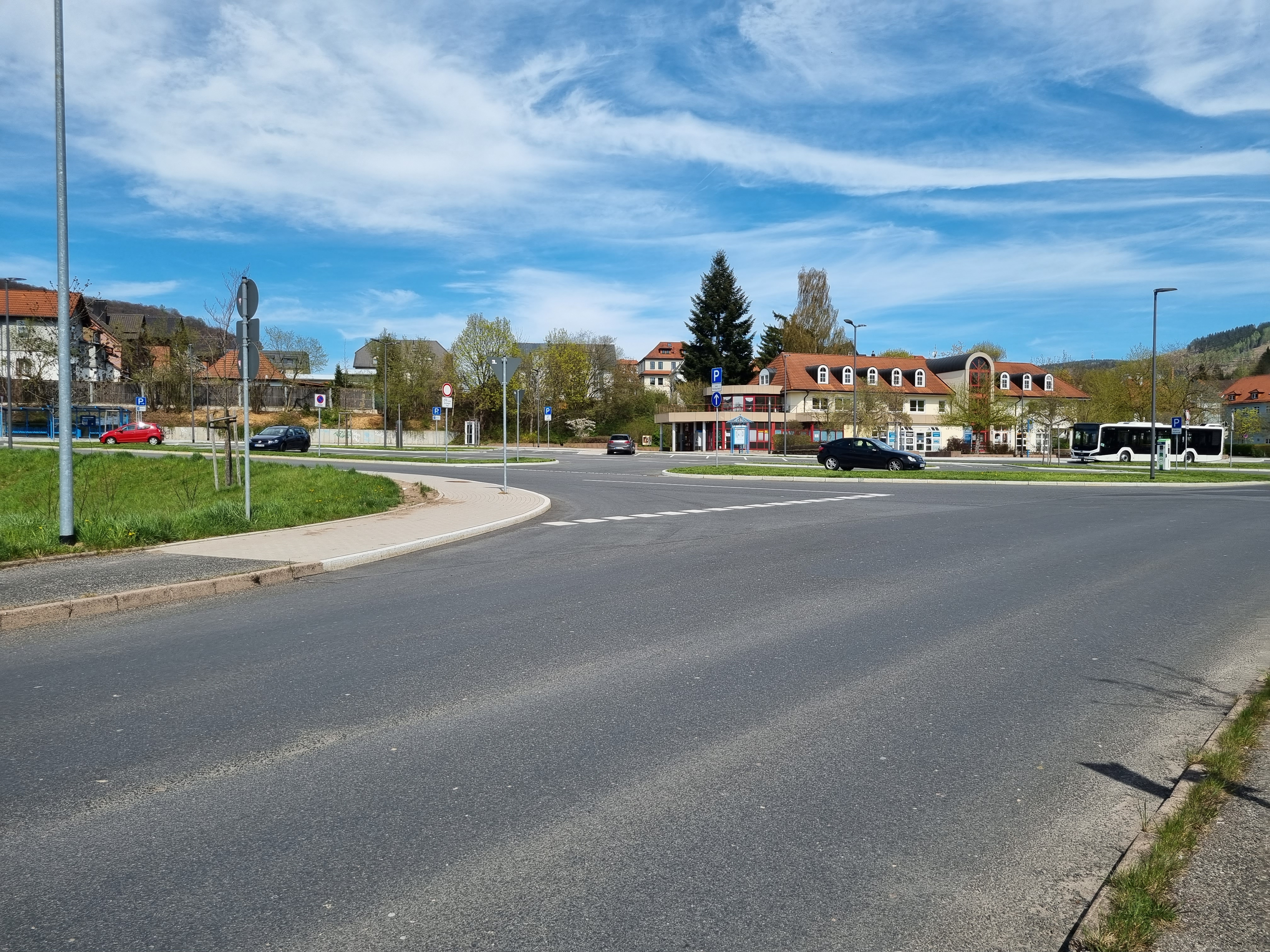
Firmensitz der SNG am Bahndamm

1995 wurde durch die Eingemeindung von Dietzhausen, Wichtshausen und Vesser in die Stadt der Linienverkehr angepasst und 1996 das Zentrum mit einem befahrbaren Haltestellenbereich, Fahrgastinformationssystem und Kameras neu gestaltet. Für den ersten Taktverkehr sorgte 1999 der bundesweite Reha-Kongress im Congress-Centrum Suhl sowie ein mittlerweile abgebautes Fahrgastinformationssystem für Stadt-, Regionalbusse und Zuglinien. In der Taktstellung inbegriffen waren neue kombinierte Nacht- und Wochenendlinien, die Stadtlinien für Zella-Mehlis und der Suhler CityBus.
In den Folgejahren modernisierte die SNG ihren Fuhrpark stetig weiter und schaffte am 10. März 2008 ein neues Fahrgastinformationssystem für den Haltestellenbereich Zentrum an. Von 2017 bis 2019 gestaltete Suhl die ehemaligen Abfahrtsstände samt angrenzendem Areal komplett um und verlegte die Stadtbushaltestelle gegenüber dem Bahnhof Suhl. Die Haltestellen für Regionalbusse wurden auf zwei reduziert und das restliche Areal zum Parkplatz umgebaut.

## Liniennetz
Das Liniennetz der SNG erstreckt sich auf 21 Buslinien mit rund 1.619.000 Fahrzeugkilometern im Jahr. Dabei deckt die SNG das gesamte Stadtgebiet Suhl mit allen Ortsteilen ab und führt Routen bis Gräfenroda im Ilm-Kreis oder Zella-Mehlis im Landkreis Schmalkalden-Meiningen.

### Stadt- und Regionallinien
Die Stadt- und Regionallinien sind miteinander vertaktet um Anschlüsse im Zentrum und den Anschluss zu Zügen Richtung Erfurt oder Meiningen zu gewährleisten. Am Wochenende und an Feiertagen werden einige Linien zusammengelegt und im Takt reduziert (z. B. A/G und B/F).
- A1 Bahnhof – Zentrum – Karl-Marx-Straße – Döllberg/Klinikum – Zentrum – Bahnhof
- A2 Zentrum – Bahnhof – Döllberg/Klinikum – Karl-Marx-Straße – Zentrum – Bahnhof
- A3 Bahnhof – Suhl-Mitte – Marktplatz (City-Linie)
- A4 Bahnhof – Zentrum – Am Himmelreich
- A/G Bahnhof – Zentrum – Karl-Marx-Straße – Döllberg/Klinikum – Friedberg
- B Bahnhof – Zentrum – (Suhl Nord) – Gewerbegebiet Zella-Mehlis – Zella-Mehlis
- B/F Bahnhof – Zentrum – Suhl-Nord – Gewerbegebiet Zella-Mehlis – Zella-Mehlis
- C1 Bahnhof – Zentrum – Lautenberg – Albrechts – (Wichtshausen) – Heinrichs – Aue – Zentrum – Bahnhof
- C2 Bahnhof – Zentrum – Aue – Heinrichs – (Wichtshausen) – Albrechts – Lautenberg – Zentrum – Bahnhof
- C12 Bahnhof – Zentrum – Heinrichs – Lautenberg – Albrechts – Simson, Gewerbepark – (Wichtshausen)
- D1 Bahnhof – Zentrum – Lauter – Goldlauter – Suhl-Nord – Zentrum – Bahnhof
- D2 Bahnhof – Zentrum – Suhl-Nord – Goldlauter – Lauter – Zentrum – Bahnhof
- E Zentrum – Bahnhof – Suhl-Neundorf
- F Bahnhof – Zentrum – Suhl-Nord
- G Bahnhof – Zentrum – Friedberg
- H Friedberg – Suhl-Nord – Gewerbegebiet Zella-Mehlis
- K Bahnhof – Zentrum – Tierpark – Ringberghaus – Schwarzer Crux – Schmiedefeld – Vesser
- R Bahnhof – (über Zella-Mehlis – Rondell oder Schmiedefeld – Kreuzung Rennsteig) – Schmücke – Gehlberg – Gräfenroda

### Schülerlinien
Die S-Linien werden immer Montag bis Freitag während der Schulzeiten bedient. Sie stellen Verbindungen für die Schüler zu den Schulen sicher und entlasten so den normalen Stadtlinienverkehr.
- S21 Lauter – Goldlauter – Suhl-Nord – Zentrum – Wolfsgrube und zurück
- S30 Suhl-Neundorf – Zentrum – Julius-Fucik-Straße
- S31 Friedberg – Wolfsgrube – Hainbergsiedlung – Julius-Fucik-Straße
- S32 Friedberg – Julius-Fucik-Straße – Zentrum – Wolfsgrube/Rimbach – Bahnhof
- S33 Julius-Fucik-Straße – Zentrum – Wolfsgrube/Rimbach – Bahnhof
- S40 Wichtshausen – Heinrichs – Aue – Zentrum – Lautenberg

## Fahrzeuge
Zur Erfüllung ihrer Aufgaben stehen der städtischen Nahverkehrsgesellschaft 30 Omnibusse der Marke MAN zur Verfügung. Alle Fahrzeuge sind Niederflurfahrzeuge der Baureihen NL 263, 283, 313 oder 363. Seit März 2021 stehen neben den Dieselomnibussen auch 3 Elektroomnibusse des Typs Solaris Urbino 12 electric zur Verfügung. Weitere Beschaffungen sind seit Juli 2022 im Einsatz, darunter 3 Dieselomnibusse der Marke Solaris Urbino 12 und 18 und seit August 2023 ein weiterer Urbino 12. Weiterhin besitzt die SNG zwei Transporter der Marke Renault und Ford sowie einen Multicar und Radlader.